# Lubiny (powiat koniński)
Lubiny – wieś w Polsce położona w województwie wielkopolskim, w powiecie konińskim, w gminie Rychwał.
W latach 1975–1998 miejscowość należała administracyjnie do województwa konińskiego.